# Вахнево (Сокольский район)
Вахнево — деревня в Сокольском районе Вологодской области.
Входит в состав Нестеровского сельского поселения, с точки зрения административно-территориального деления — в Нестеровский сельсовет.
Расстояние по автодороге до районного центра Сокола — 46 км, до центра муниципального образования Нестерова — 15 км. Ближайшие населённые пункты — Поповка, Шилыково, Лебечиха.
По данным переписи в 2002 году постоянного населения не было.